# Mac Scelling
Mac Scelling (fl. 1154 – 1173/1174), también conocido como Mac Scilling, fue un destacado jefe militar del siglo XII que luchó en numerosos conflictos en Irlanda. Aparece por primera vez en 1154 mandando las fuerzas marítimas de Muirchertach Mac Lochlainn, Rey de Cenél nEógain en un sangriento encuentro contra Toirrdelbach Ua Conchobair, Rey de Connacht. Las fuerzas de Muirchertach habían sido reclutadas en las periferias occidentales de Escocia y las Islas. Luego aparece oficialmente en 1173/1174, apoyando la causa de Ruaidrí Ua Conchobair, Rey de Connacht contra la colonización inglesa de Mide. Una fuente escocesa moderna afirma que un hombre del mismo nombre era hijo de bastardo de Somairle mac Gilla Brigte, Rey de las Islas. Si Mac Scelling estaba de hecho emparentado con Somairle, esto podría ayudar a explicar el conflicto de este último con Guðrøðr Óláfsson, Rey de las Islas, un hombre que parece haberse enfrentado a Muirchertach en algún punto en su carrera. Aunque no es llamado así en fuentes contemporáneas, Mac Scelling podría ser considerado como un temprano arquetipo de los posteriores gallowglasses, mercenarios escoceses fuertemente armados reclutados por los gobernantes irlandeses en los siglos posteriores.

## Al servicio de los Meic Lochlainn

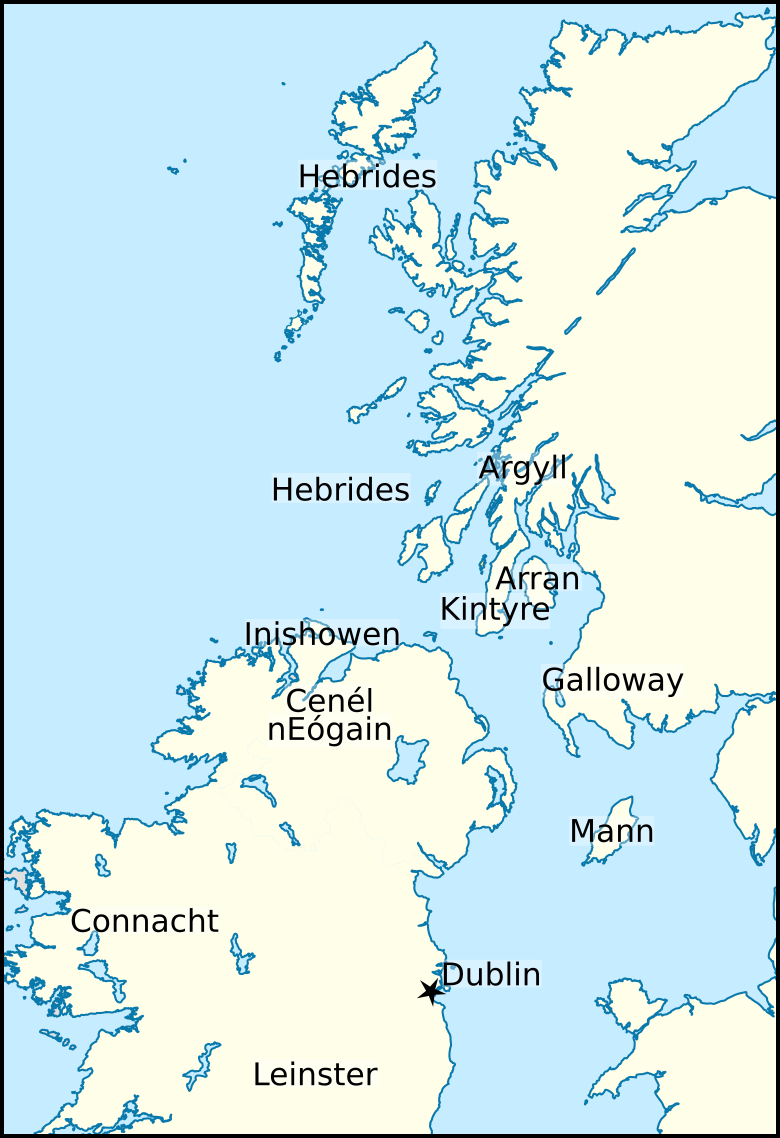
Las ubicaciones que relacionan a Mac Scelling vida y tiempo.

## Un aparente tocayo de Meic Somairle

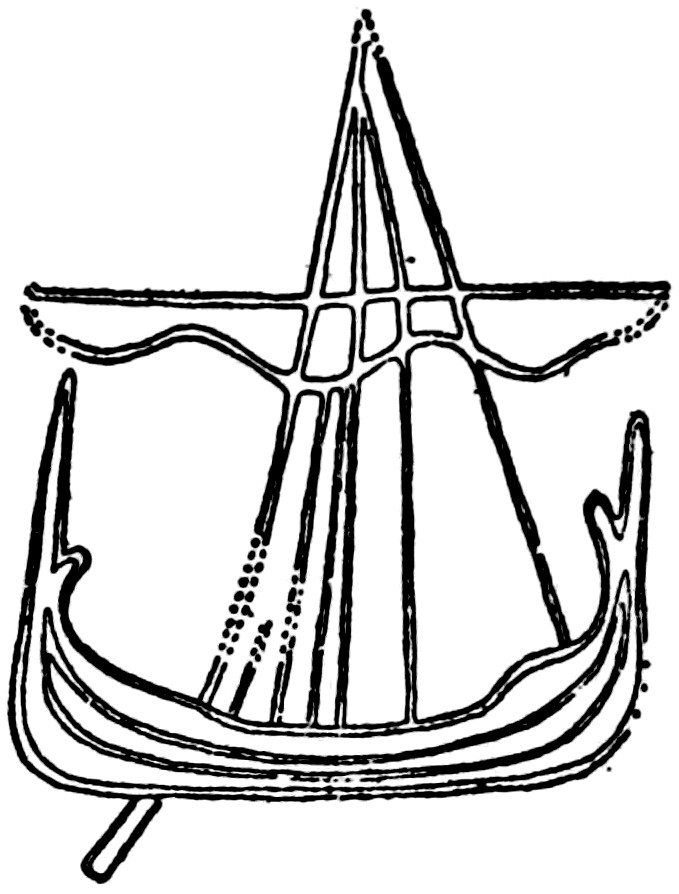
Detalle de Maughold IV, un Manx runestone mostrando un barco de navegación contemporáneo. El poder de los reyes del Isles, puestos en su galera armada-flotas.

Si Mac Scelling era de hecho un miembro de los Meic Somairle—los descendientes de Somairle—esta relación puede ayudar a entender las luchas de Somairle en las Isles. Por ejemplo, la cooperación de Mac Scelling y Muirchertach podría evidenciar que Guðrøðr afrontó un frente común de Somairle y Muirchertach. De hecho, hay evidencias de que Guðrøðr y Muirchertach estuvieron enfrentados en los años 1150 o 1160, cuando el primero parece haber obtenido brevemente el control de Dublín a expensas de la autoridad de Muirchertach.
Es también posible que la batalla tuviera lugar antes de la disputa de Somairle y Guðrøðr por el reino. Se sabe que Guðrøðr se casó con una nieta de Muirchertach, y parece que estuvo casado anteriormente con otro miembro de los Uí Néill. Estas uniones maritales podrían evidenciar una alianza entre Guðrøðr y Muirchertach en los años 1150. La participación de Mac Scelling al servicio de Muirchertach, por tanto, podría haberse iniciado durante un periodo de cooperación entre las Islas y los Uí Néill. No obstante, una alianza entre Somairle y Muirchertach puede ser percibida aún en 1164, cuando el primero murió invadiendo Escocia. Según los Anales de Úlster de los siglos XV a XVI, Somairle mandó tropas procedentes de Dublín, un asentamiento que había reconocido el señorío de Muirchertach en la época. Si Somairle y Muirchertach colaboraron mutuamente en 1154 y 1164, este último episodio bien podría ser la devolución de un favor anterior por parte de Muirchertach .

## Al servicio de los Uí Conchobair

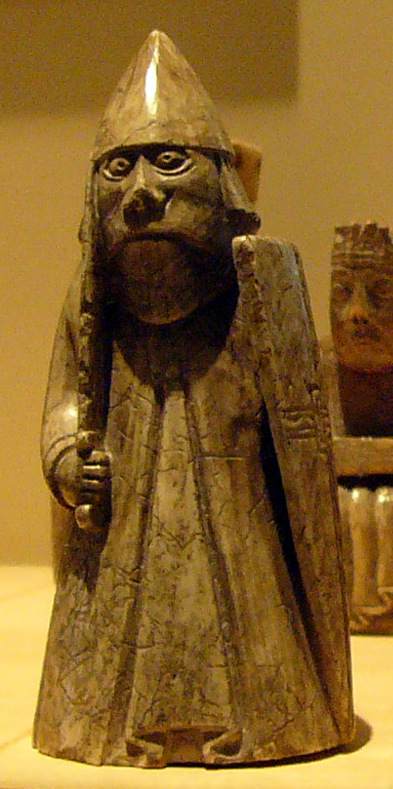
Una torre del conocido como ajedrez de la isla de Lewis. Algunas de las piezas pueden haber llegado a las Islas a raíz de las conexiones de Guðrøðr con Noruega. Las conexiones escandinavas de los miembros principales de las Islas pueden haberse reflejado en su armamento, y se podría ser similares a las descritas en las piezas del juego.

En el último tercio del siglo XII, Diarmait Mac Murchada, Rey de Leinster fue depuesto y expulsado de Irlanda por sus rivales. Posteriormente recurrió a la ayuda de mercenarios ingleses e invadió Irlanda. En 1170, las fuerzas combinadas de Diarmait y Richard FitzGilbert de Clare, Conde de Pembroke conquistaron Dublín. Al año siguiente, el mencionado Ruaidrí, por aquel entonces Rey Supremo de Irlanda y Connacht, junto con Lorcán Ua Tuathail, Arzobispo de Dublín, pidieron ayuda militar a Guðrøðr, rey de Mann y las Islas. Aunque Ruaidrí asedió la ciudad por tierra, mientras Guðrøðr bloqueaba el acceso al puerto desde el mar, Dublín permaneció en manos inglesas. Al cabo de un año, Enrique II de Inglaterra, llegó a Irlanda y consolidó el dominio inglés. Uno de los pocos reyes provinciales que se negó a someterse a Enrique fue Ruaidrí; y en 1173 o 1174, reunió un gran ejército en el norte de Irlanda para evitar la colonización inglesa de Mide. Según La Geste des Engleis en Yrlande, de los siglos XII-XIII, uno de los numerosos gobernantes que se unieron a la causa de Ruaidrí fue el propio Mac Scelling. Esta fuente declara que Ruaidrí no sólo reunió apoyos en Leath Cuinn—una referencia a Irlanda del norte—sino también en "les Norreys" y "les Norreis"—dos términos que puede referirse a pueblosnórdicos. La Geste des Engleis en Yrlande, por tanto, parece indicar que Ruaidrí habría recibido apoyo desde las Hébrides.

## Gallowglass arquetípico
Lo poco que es conocido de Mac Scelling sugiere que  fue un  arquetipo temprano de lo que acabaría siendo conocido como gallowglasses, mercenarios fuertemente armados, reclutados en las Tierras altas occidentales e Islas de Escocia por gobernantes irlandeses en siglos posteriores. Pese a que aparecen específicamente en la última década del siglo XIII, los gallowglasses eran casi ciertamente utilizados al menos desde hacía una generación. La aparente referencia a Mac Scelling en La Geste des Engleis en Yrlande podría ser una prueba de que se había asentado en Irlanda como los gallowglasses posteriores.